# Anievas
Anievas – gmina w Hiszpanii, w prowincji Kantabria, w Kantabrii, o powierzchni 20,9 km². W 2011 roku gmina liczyła 351 mieszkańców.